# Pyura gangelion
Pyura gangelion är en sjöpungsart som först beskrevs av Savigny 1816.  Pyura gangelion ingår i släktet Pyura och familjen lädermantlade sjöpungar. Inga underarter finns listade i Catalogue of Life.